# Апурімак (регіон)
Апурі́мак (ісп. Apurímac) — один з регіонів Перу, розташований в горах на півдні країни, на східному схилі Анд. Мовою кечуа apurímac означає той, хто говорить з богами або головний оракул.

## Географія
Розташований в Центральних Андах. Межує на півночі з департаментом Аякучо і департаментом Куско; на півдні — з департаментом Арекіпа; на сході — з департаментом Куско, на заході — з департаментом Аякучо.

## Адміністративний поділ
Регіон розподіляється на 7 провінцій:

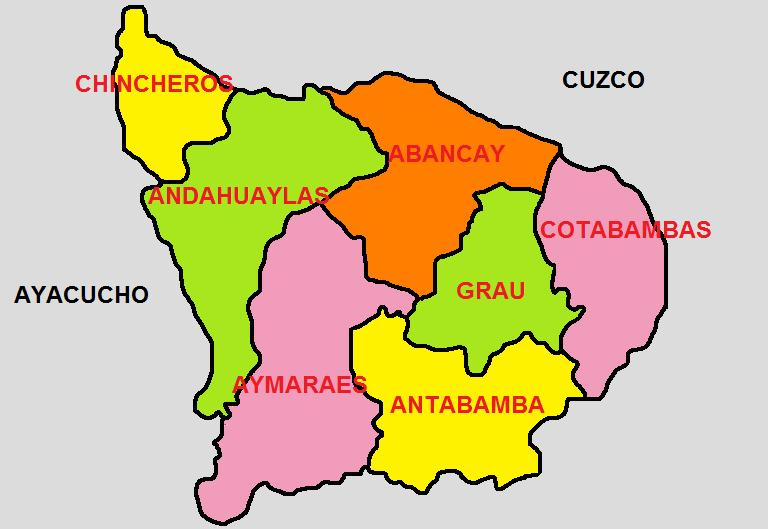
Провінції регіону Апурімак

| № | Провінції  | Площа, км² | Населення, осіб (1993) | Населення, осіб (2007) | Населення, осіб (2017) | Центр        | К-ть дистриктів |
| - | ---------- | ---------- | ---------------------- | ---------------------- | ---------------------- | ------------ | --------------- |
| 1 | Абанкай    | 3447       | 95092                  | 96064                  | 114722                 | Абанкай      | 9               |
| 2 | Аймараєс   | 4213       | 28886                  | 29569                  | 25514                  | Чалуанка     | 17              |
| 3 | Андауайлас | 3987       | 128390                 | 143846                 | 149267                 | Андауайлас   | 20              |
| 4 | Антабамба  | 3219       | 12462                  | 12267                  | 11861                  | Антабамба    | 7               |
| 5 | Грау       | 2175       | 26678                  | 25090                  | 22395                  | Чукібамбілья | 14              |
| 6 | Котабамбас | 2613       | 42008                  | 45771                  | 52978                  | Тамбобамба   | 6               |
| 7 | Чинчерос   | 1242       | 48481                  | 51583                  | 47522                  | Чинчерос     | 11              |

## Найбільші населені пункти
Населені пункти з чисельністю населення понад 10000 осіб:
| №                                             | Населений пункт | Населення, осіб (1993) | Населення, осіб (2007) | Населення, осіб (2017) |
| --------------------------------------------- | --------------- | ---------------------- | ---------------------- | ---------------------- |
| 1                                             | Абанкай*        | 46997                  | 51462                  | 74232                  |
| 2                                             | Андауайлас*     | 27079                  | 43828                  | 59509                  |
| Примітка: * — конгломерація населених пунктів |                 |                        |                        |                        |